# Zink-Braunstein-Zelle

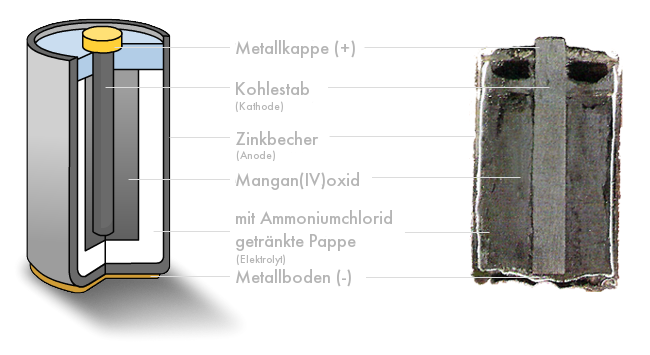
Zink-Braunstein-Zelle im Schnitt

Die Zink-Braunstein-Zelle ist der Oberbegriff für verschiedene galvanische Elemente, deren Elektroden durch Zink und Mangandioxid (Braunstein) gebildet werden, sich aber im Aufbau und dem Elektrolyt unterscheiden. Umgangssprachlich unscharf wird auch die Zink-Kohle-Zelle als Braunstein-Element bezeichnet.

## Allgemeines
Zink-Braunstein-Zellen sind Speicher für elektrische Energie durch Umwandlung aus chemischer Energie. Die Elektrodenspannung beträgt bei allen Zellen dieser Familie etwa 1,5 Volt. Sie zählen zu den Primärelementen, da sie, anders als Akkumulatoren, nicht generell wiederaufladbar sind. Allerdings können manche Zink-Braunstein-Zellen wie die Alkali-Mangan-Zellen durch eine „Refresh-Ladung“ mehrmals wieder aktiviert werden.

## Varianten
Zu den Zink-Braunstein-Zellen zählen folgende Zellen:

### Leclanché-Element
Die älteste Ausführung ist das historische Leclanché-Element von 1866, welches anfangs eine flüssige Ammoniumchloridlösung als Elektrolyt verwendet und zu den Nasszellen zählte. Durch Eindicken mit Weizenmehl und verschiedene Verschlusssysteme stellten Weiterentwicklungen eine frühe Form der heute üblichen Trockenbatterien dar. Es ist heute nicht mehr in Verwendung.

### Zink-Kohle-Zelle
Die Zink-Kohle-Zelle verwendet als Elektrolyt auch eine Ammoniumchloridlösung, allerdings nicht mehr in flüssiger Form, sondern in gebundener Form. Zink-Kohle Elemente waren eine dominante Form der Primärzellen, bis sie durch die leistungsfähigeren Alkali-Mangan-Zellen verdrängt wurden.

### Zinkchlorid-Zelle
Bei der Zinkchlorid-Zelle bildet die Zinkelektrode ebenso den negativen Pol und Mangandioxidpulver (Braunstein) den positiven Pol. Allerdings unterscheidet sich die Zelle durch den Elektrolyt und die chemische Reaktion in der Zelle. Sie standen in Konkurrenz zu den Zink-Kohle-Zellen und haben heute keine praktische Bedeutung mehr.

### Alkali-Mangan-Zelle
Die Alkali-Mangan-Zelle ist die derzeit am häufigsten verwendete Primärzelle. Sie benutzt einen Separator aus Zellstoff und Kalilauge als Elektrolyt in Bindemitteln.